# 福澤先生使用之井

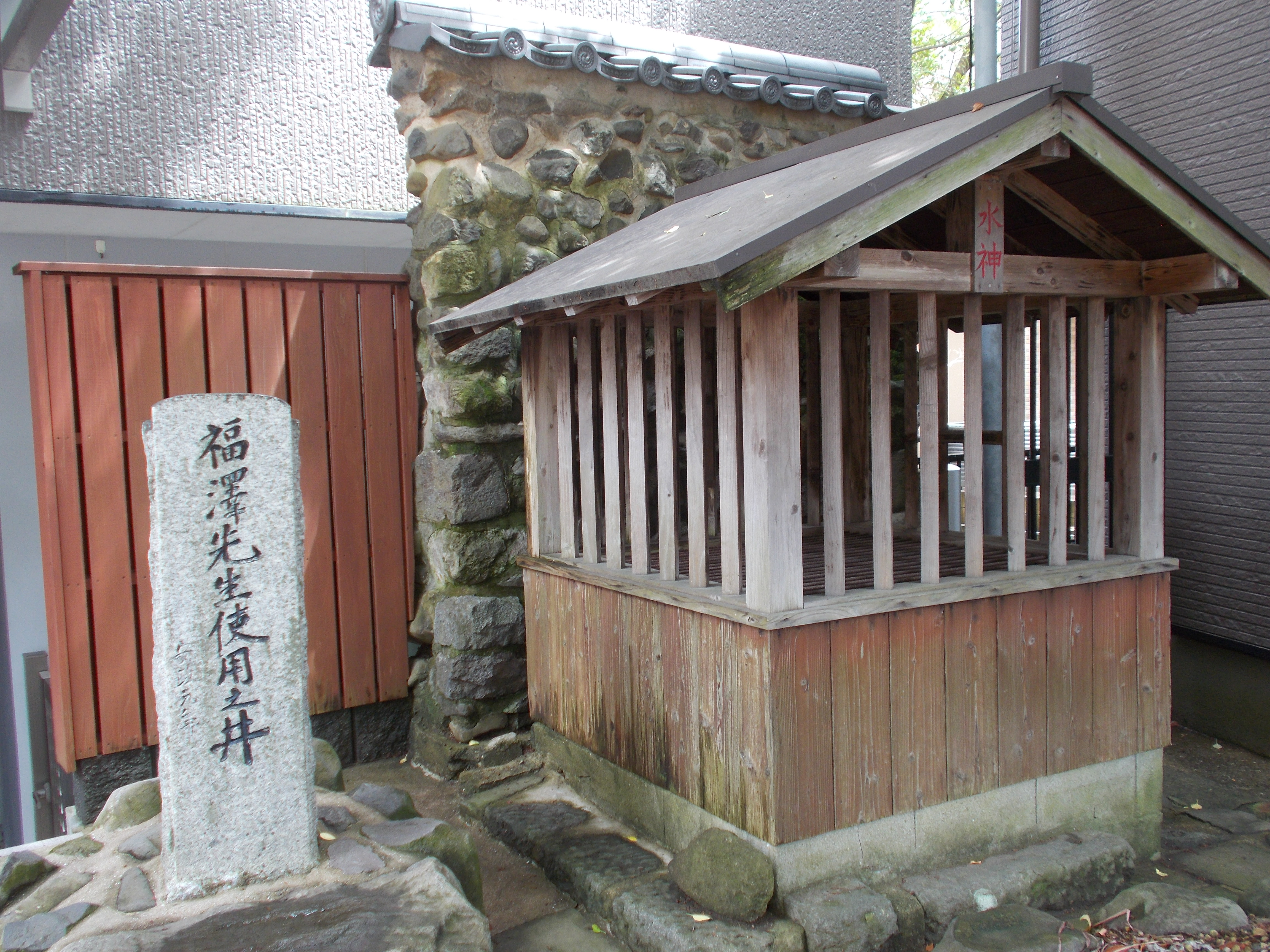
福澤先生使用之井（長崎市出来大工町）

福澤先生使用之井（ふくざわせんせいしようのい）は、長崎県長崎市出来大工町の市有地にある井戸の遺構。嘉永7年（1854年）から1年あまり長崎に留学していた福澤諭吉が使用したと伝わり、1メートル四方で、深さはおよそ6メートル。
1937年（昭和12年）5月に長崎三田会が「福沢先生使用之井/安政元年」と刻まれた標石を井戸の脇に建てた。1990年（平成2年）10月には長崎市の郷土史家・川原竹一により覆屋がつくられ、2003年（平成15年）には慶應連合三田会会長の服部禮次郎の働きかけで覆屋の屋根の葺き替えや周囲の整備が行われた。

## 由来
福澤が食客として身を寄せていた地役人・山本物次郎宅のすぐ近くにあった井戸で、『福翁自伝』の「長崎遊学中の逸事」の項で言及されている。福澤が山本家の子息に漢書の素読をしてやった後に、井戸で水汲みをして桶を担いで歩き出そうとしたときに「上方辺の大地震」が発生し、足を滑らせたという記載がなされており、この井戸が「福澤先生使用之井」とされている。これは山本家の井戸と考えられていたが、実際は町使長屋で使われていた共同井戸であった。